# Saltério Tomić

Iluminura sobre a "dança de Miriã":.

O Saltério Tomić (em búlgaro:  Томичов псалтир - Tomichov psaltir) é um saltério iluminado búlgaro do século XIV. Produzido por volta de 1360 durante o reinado do tsar João Alexandre, ele é considerado uma das obras primas da Escola Literária de Tarnovo. Ele contém 109 valiosas iluminuras.
Descoberto em 1901 na região da Macedônia pelo pesquisador e colecionador sérvio Siman Tomić, o volume foi batizado em sua homenagem. Ele está em exposição no Museu Histórico Estatal em Moscou, Rússia.